# Franz von Waldersee (General)
Franz Heinrich Georg Graf von Waldersee (* 25. April 1791 in Dessau; † 16. Januar 1873 in Breslau) war ein preußischer General der Kavallerie. 

## Leben

### Herkunft
Franz entstammte dem Adelsgeschlecht von Waldersee. Er war ein Sohn des gleichnamigen herzoglich anhaltisch-dessauischen Oberhofmeisters Franz von Waldersee (1763–1823) und dessen Ehefrau Luise, geborene Gräfin von Anhalt (1767–1842) in Potsdam. Sein jüngerer Bruder war der spätere preußische Generalleutnant und Kriegsminister Friedrich von Waldersee (1795–1864).

### Militärkarriere
Waldersee trat im am 22. Februar 1806 als Junker in das Dragonerregiment „König von Bayern“ Nr. 1 der Preußischen Armee ein. Am 23. November 1812 wurde er Premierleutnant. Er machte den Feldzug 1813 als Stabsrittmeister im Regiment Gardes du Corps mit und nahm an den Kämpfen bei Großgörschen, Bautzen, Großbeeren und Leipzig teil. Am 5. Juni 1815 wurde er zum Rittmeister und am 30. März 1819 zum Major befördert. Nach längerer Friedenszeit wurde er am 21. September 1832 Führer des 3. Ulanenregiments und am 25. September 1832 zum Regimentskommandeur ernannt. Am 18. Februar 1834 wurde Waldersee als Kommandeur zum Regiment Gardes du Corps versetzt. In dieser Stellung folgte am 30. März 1834 seine Beförderung zum Oberstleutnant sowie am 30. März 1836 zum Oberst. Am 25. März 1841 wurde er Kommandeur der 2. Garde-Kavallerie-Brigade und am 7. April 1842 zum Generalmajor befördert. Am 14. Februar 1848 wurde er Chef der Garde-Kavallerie-Brigade und am 8. Mai 1849 zum Generalleutnant befördert. Vom 15. August 1856 bis 14. August 1864 war er Kommandierender General des V. Armee-Korps in Posen, dazwischen erfolgte am 18. September 1858 seine Beförderung zum General der Kavallerie. Das Korps gab Waldersee am 13. Juni 1859 ab und wurde anschließend Gouverneur von Posen. Zwischen dem 18. Mai 1864 und 1. Mai 1870 war er Gouverneur von Berlin und während der Abwesenheit von Generalfeldmarschall Friedrich von Wrangel anlässlich des Deutschen Krieges 1866 mit der Wahrnehmung der Stelle als Oberbefehlshaber in den Marken beauftragt. In dieser Eigenschaft verlieh ihm König Wilhelm I. am 23. März 1868 den Stern und Großkomtur des Königlichen Hausordens von Hohenzollern.
Am 2. Mai 1870 wurde Waldersee unter Belassung in seinem Verhältnis als Chef des Dragoner-Regiments Nr. 4 mit Pension zur Disposition gestellt.

### Auszeichnungen
Waldersee wurde im Laufe seines Lebens für seine Verdienste mehrfach ausgezeichnet. Er war Inhaber folgender Orden und Ehrenzeichen:
- Russischer Orden der Heiligen Anna II. Klasse mit Brillanten am 26. November 1834
- Sankt-Stanislaus-Orden II. Klasse am 8. Juni 1838
- Komtur des Ordens der Württembergischen Krone am 13. Juni 1838
- Kommandeur des Guelphen-Ordens am 16. Juli 1840
- Kommandeur des Ordens Heinrichs des Löwen am 17. Dezember 1840
- Ritterkreuz des Schwertordens am 22. Juli 1841
- Orden der Eisernen Krone I. Klasse am 17. Oktober 1846
- Großkreuz des ö.-k. Leopold-Ordens am 21. Dezember 1852
- Großkreuz des Ordens Albrechts des Bären am 30. März 1857
- Ehrenkreuz I. Klasse des Fürstlichen Hausordens von Hohenzollern am 18. März 1858
- Großkreuz des Roten Adlerordens am 18. Oktober 1861
- Schwarzer Adlerorden am 17. März 1863
- Alexander-Newski-Orden am 19. März 1864
- Hausorden der Rautenkrone am 27. Dezember 1866
- Orden des Heiligen Wladimir I. Klasse am 25. Juni 1867

### Familie
Am 27. Dezember 1823 heiratete Waldersee in Berlin Bertha Wilhelmine Friederike von Hünerbein (* 20. März 1799 in Berlin; † 24. Januar 1859 in Posen). Sie war die Tochter des Generals Friedrich Heinrich Karl von Hünerbein. Aus der Ehe gingen folgende Kinder hervor:
- Georg (1824–1870), preußischer Oberst, Kommandeur des Königin Augusta Garde-Grenadier-Regiments Nr. 4 ⚭ Laura von Knoblauch (1836–1904)
- Karl (1826–1842)
- Amalie (1828–1911) ⚭ Woldemar von Pfeil und Klein-Ellguth (1815–1878), preußischer Kammerherr und Schlosshauptmann von Breslau
- Friedrich Franz (1829–1902), preußischer Generalleutnant
- Alfred (1832–1904), preußischer Generalfeldmarschall ⚭ Mary Esther Lee (1838–1914), Witwe von Friedrich von Schleswig-Holstein von Noer
- Franz (1835–1903), deutscher Vizeadmiral ⚭ Helene von Wilamowitz-Möllendorff (1850–1917)